# Nuno Ramos

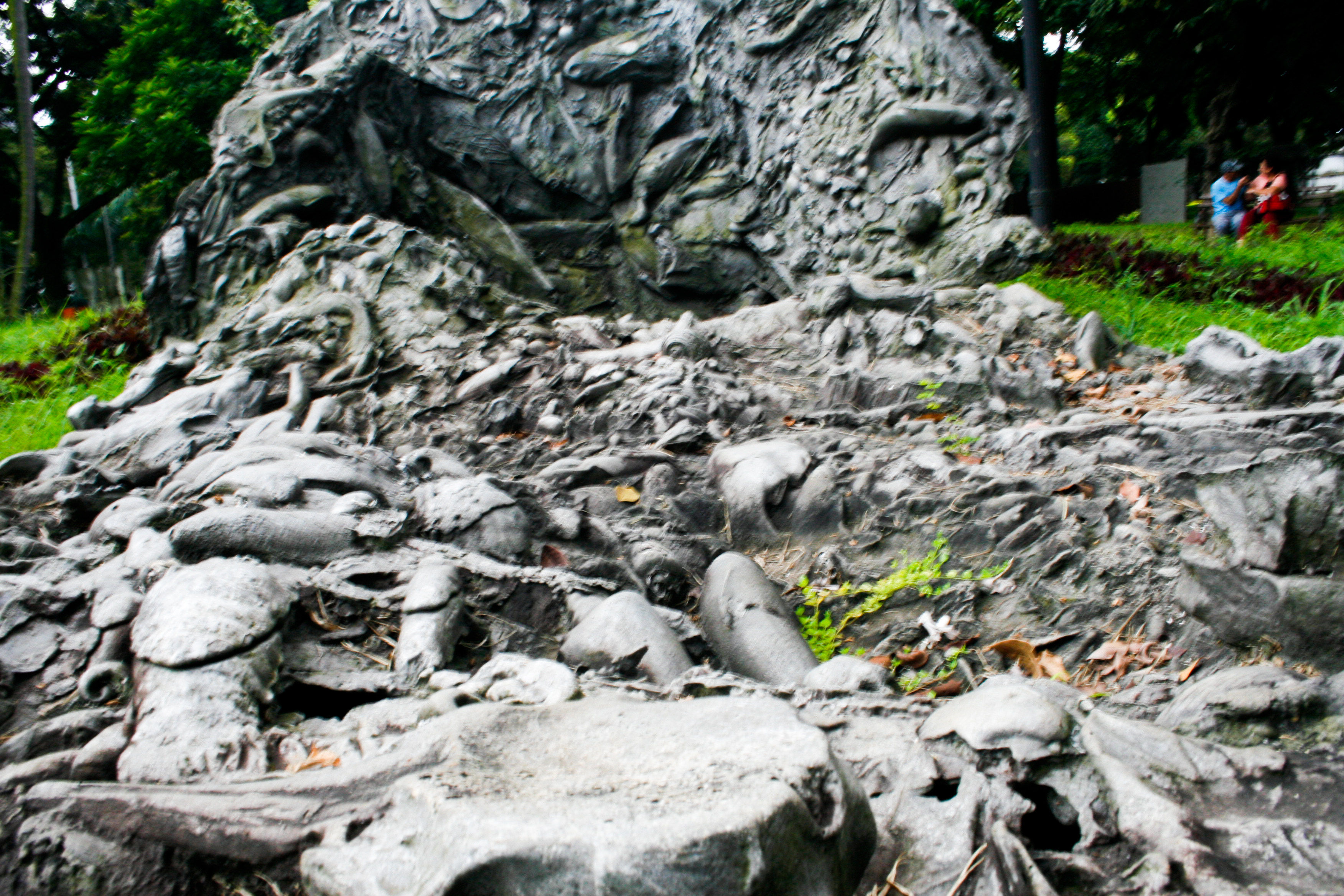
Craca,Nuno Ramos

Nuno Álvares Páscoa de Almeida Ramos, mais conhecido como Nuno Ramos (São Paulo, 5 de março de 1960), é um pintor, desenhista, escultor, cenógrafo, escritor e videomaker brasileiro.

## Trajetória
Frequentou o Colégio Equipe, em São Paulo, onde chegou a fazer parte do grande grupo que mais tarde seria reduzido e oficializado como a banda Titãs. Cursou filosofia na Faculdade de Filosofia, Letras e Ciências Humanas da Universidade de São Paulo - FFLCH/USP, de 1978 a 1982.
Trabalhou como editor das revistas Almanaque 80 e Kataloki, entre 1980 e 1981.
Começou a pintar em 1983, quando funda o ateliê Casa 7, com Paulo Monteiro (1961), Rodrigo Andrade (1962), Carlito Carvalhosa (1961) e Fábio Miguez (1962). Realizou os primeiros trabalhos tridimensionais em 1986. No ano seguinte, recebeu do Museu de Arte Contemporânea da Universidade de São Paulo - MAC/USP a 1ª Bolsa Émile Eddé de Artes Plásticas. Em 1992, em Porto Alegre, expõe pela primeira vez a instalação 111, que se refere ao massacre dos presos na Casa de Detenção de São Paulo (Carandiru) ocorrido naquele ano. Publica, em 1993, o livro em prosa Cujo e, em 1995, o livro-objeto Balada.
Vence, em 2000, o concurso realizado em Buenos Aires para a construção de um monumento em memória aos desaparecidos durante a ditadura militar naquele país. Em 2002, publicou o livro de contos O Pão do Corvo.
Para compor suas obras, o artista emprega diferentes suportes e materiais, e trabalha com gravura, pintura, fotografia, instalação, poesia e vídeo.

## Obras

### Instalações[2]
- Verme (1993)
- Fruto Estranho (2010)

### Livros
- Cujo (1995)
- O Pão do Corvo (2002)
- Ensaio geral (2007)
- Ó (2008)
- Fruto Estranho (2010)
- Verifique se o mesmo (2019)
- Fooquedeu (2022)
- Jardim Botânico (2023)